# Mazzantia gougetiana
Mazzantia gougetiana är en svampart som först beskrevs av Jean François Montagne, och fick sitt nu gällande namn av Jean François Montagne 1856. Mazzantia gougetiana ingår i släktet Mazzantia och familjen Diaporthaceae.   Inga underarter finns listade i Catalogue of Life.